# Ephistemus reitteri
Ephistemus reitteri là một loài bọ cánh cứng trong họ Cryptophagidae. Loài này được Casey miêu tả khoa học năm 1900.